# エレーナ・チューリナ
イェレーナ・チューリナ（ロシア語: Елена Николаевна Тюрина、1971年4月12日 - ）は、ロシアの元女子バレーボール選手。元ロシア代表。旧姓はバトゥフチナ（ロシア語: Batukhtina）である。

## 来歴
エカテリンブルク出身。オリンピックに4大会出場し、1992年バルセロナオリンピック、2000年シドニーオリンピック、2004年アテネオリンピックで銀メダルを獲得した。
VリーグのNECで4シーズンプレーした経験があり、第3回（1996-97）Vリーグでは最高殊勲選手賞を受賞した。

## 球歴
- オリンピック - 1992年（銀メダル）、1996年（4位）、2000年（銀メダル）、2004年（銀メダル）
- 世界選手権 - 1990年（金メダル）、1994年（銅メダル）、2002年（銅メダル）
- ワールドカップ - 1989年（銀メダル）、1991年（銅メダル）
- 欧州選手権 - 1989年、1991年、1993年、1997年、2001年（優勝）

## 所属クラブ
- ウラロチカ （1987-1988年）
- Uraloçka-2 （1988-1990年）
- ウラロチカ・エカテリンブルク （1990-1994年）
- NECレッドロケッツ （1994-1998年）
- ウラロチカ・エカテリンブルク （1999-2000年）
- Mladost Zagreb （2000-2001年）
- C. S. Reggio Calabria （2001-2002年）
- ウラロチカ・エカテリンブルク （2003-2004年）